# Canton de Bourgoin-Jallieu-Nord
Pour les articles homonymes, voir Bourgoin.
Le canton de Bourgoin-Jallieu-Nord est une ancienne division administrative française située dans le département de l'Isère et la région Rhône-Alpes.

## Géographie
Ce canton était organisé autour de Bourgoin-Jallieu dans l'arrondissement de La Tour-du-Pin. Son altitude variait de 210 m (Saint-Marcel-Bel-Accueil) à 505 m (Ruy) pour une altitude moyenne de 265 m.

## Histoire
Le canton de Bourgoin-Jallieu-Nord a été créé par le décret du 24 janvier 1985 scindant en deux le canton de Bourgoin-Jallieu.
Il est supprimé lors du redécoupage cantonal de 2014 par le décret du 18 février 2014.

## Administration
| Période | Période | Identité       | Étiquette    | Qualité |
| ------- | ------- | -------------- | ------------ | --- |
| 1985    | 1988    | Edmond Roy     | PS           | Chef d'entreprise Maire de Bourgoin-Jallieu (1989-2001) Vice-Président du Conseil Général Ancien conseiller général du Canton de Bourgoin-Jallieu |
| 1988    | 2008    | Paul de Belval | RPR puis UMP | Maire de Ruy-Montceau (1983-2008) Suppléant du député Alain Moyne-Bressand                                                                        |
| 2008    | 2015    | Bernard Cottaz | PS           | Inspecteur d'académie Maire de Saint-Savin (1995-2008)                                                                                            |

## Composition
| Nom                          | Code Insee | Intercommunalité           | Population (dernière pop. légale)               |
| ---------------------------- | ---------- | -------------------------- | ----------------------------------------------- |
| Bourgoin-Jallieu (chef-lieu) | 38053      | CA Porte de l'Isère        | Fraction : 14 093(2012) Commune : 27 366 (2014) |
| Ruy-Montceau                 | 38348      | CA Porte de l'Isère        | 4 398 (2014)                                    |
| Saint-Chef                   | 38374      | CC Les Balcons du Dauphiné | 3 608 (2014)                                    |
| Saint-Marcel-Bel-Accueil     | 38415      | CC Les Balcons du Dauphiné | 1 366 (2014)                                    |
| Saint-Savin                  | 38455      | CA Porte de l'Isère        | 3 898 (2014)                                    |
| Salagnon                     | 38467      | CC Les Balcons du Dauphiné | 1 286 (2014)                                    |

Le canton de Bourgoin-Jallieu-Nord regroupait :
- 5 communes entières,
- la portion de territoire de la commune de Bourgoin-Jallieu située au Nord d'une ligne définie par l'axe du C.D. 54 (entre la limite de la commune de Ruy et la rivière La Bourbre), par la rivière La Bourbre (jusqu'au boulevard des Tuileries), par l'axe du boulevard des Tuileries (jusqu'à l'angle Sud-Est du C.E.S. Pré-Bénit), par le mur Sud du C.E.S. Pré-Bénit, la limite Est du stade et par l'axe des voies ci-après : route d'Italie, avenue du Professeur-Tixier, place Saint-Michel, petite-rue Saint-Michel, rue Théophile-Diederichs, boulevard Henri-Barbusse (jusqu'au canal du Mouturier), par l'axe du canal du Mouturier et du canal de La Bourbre jusqu'à la limite territoriale de la commune de L'Isle-d'Abeau.

## Démographie
| 1990   | 1999   | 2006   | 2011   | 2012   |
| ------ | ------ | ------ | ------ | ------ |
| 20 803 | 23 390 | 24 871 | 27 900 | 28 207 |